# Río San Diego
El río San Diego es un río Estadounidense que nace en las Montañas Cuyamaca, cerca de los pueblos de Julian y Santa Ysabel, fluye hacia el oeste por las ciudades de Santee y San Diego, y desembocando en el Océano Pacífico cerca de la Bahía de la Misión.